# Chava Rosenfarb

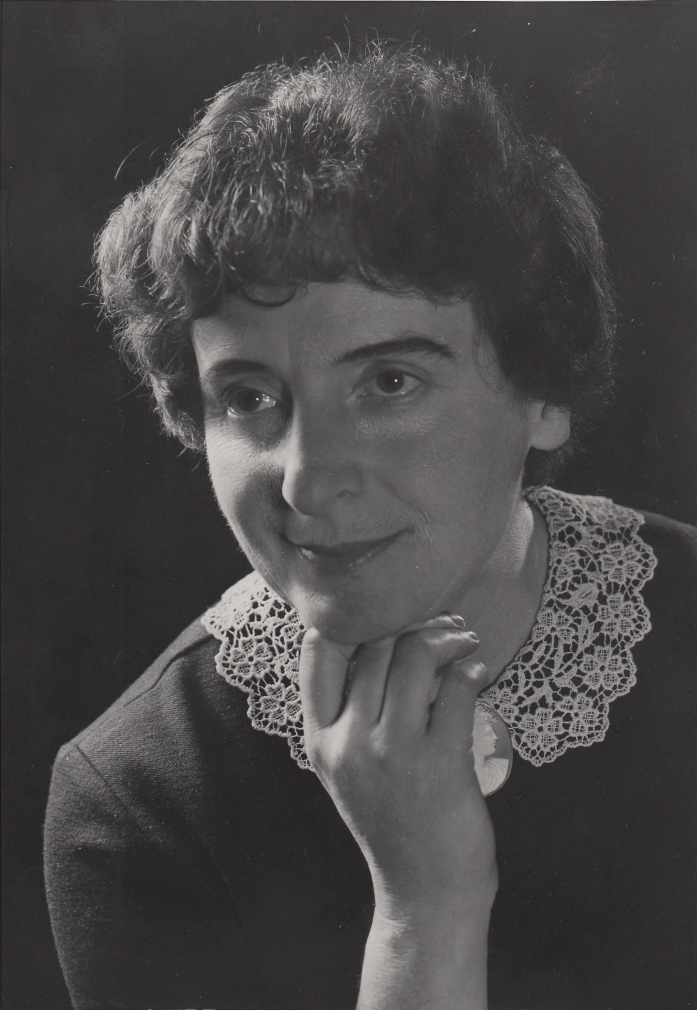
Chava Rosenfarb

Chava Rosenfarb (geboren 9. Februar 1923 in Łódź; gestorben 30. Januar 2011 in Lethbridge) war eine polnisch-kanadische Schriftstellerin in jiddischer Sprache.

## Leben
Chava Rosenfarb war die Tochter des Kellners Abraham Rosenfarb und der Simma Rosenfarb, sie hatte die jüngere Schwester Henia (1926–2021). Rosenfarb besuchte die jiddischsprachige bundistische Medem-Schule und eine polnische Volksschule, außerdem lernte sie Deutsch. Die Familie wurde 1940 im Ghetto Łódź inhaftiert, wo Chava 1941 ihren Mittelschulabschluss machte. Im Ghetto befreundete sie sich mit Szajna Marcinkowska (1922–2007), die später in Schweden unter dem Namen Zenia Larsson als Schriftstellerin und Bildhauerin wirkte. Sie machte erste dichterische Schreibversuche und wurde von Simcha-Bunim Shayevitch in den Literatenkreis der Ghettohäftlinge eingeführt, die Manuskripte gingen in der KZ-Haft verloren.
Bei der Auflösung des Ghettos Łódź wurde ihre Familie am 23. August 1944 in das KZ Auschwitz deportiert, der Vater gelangte von dort in das KZ Dachau, wo er umkam. Rosenfarb, ihre Schwester und ihre Mutter wurden zur Zwangsarbeit im KZ-Außenlager Hamburg-Sasel selektiert, wo sie bei Bauarbeiten eingesetzt wurden. Im April 1945 wurde das Saseler Lager geräumt und die Frauen per Bahn in das KZ Bergen-Belsen deportiert. Rosenfarb erkrankte an Typhus und war sterbenskrank, als die British Army das Lager befreite. Mit einem der britischen Soldaten hatte sie auch später noch Kontakt.
Nach der Genesung hielt Rosenfarb sich als Displaced Person in Belgien auf und schlug sich als Lehrerin in einer Jiddisch-Schule durch. Sie heiratete 1949 ihren Jugendfreund und Holocaustüberlebenden Henekh/Heniek/Henry Morgentaler, sie emigrierten nach Kanada und kamen im Februar 1950 nach Montreal. Ihre Tochter Goldie wurde dort im Oktober 1950 geboren, sie hatten dann noch den Sohn Abraham, der als Urologe reüssierte.
Rosenfarb schrieb nun Gedichte, ihr erster Gedichtband Di balade fun nechtikn wald erschien 1947 in London. Dem folgte das Langgedicht über ihren Vater Dos lid fun yidishn kelner Abram. Im Jahr 1972 veröffentlichte sie das dreiteilige Romanepos Der boim fun lebn über die Zerstörung des Judentums in Łódź. Rosenfarb erhielt dafür 1979 den israelischen Itzik Manger Prize für jiddische Literatur. 1982 folgte dem ein zweiteiliger Roman über ein fiktives polnisches Dorf. Dieses Buch wurde als erstes ihrer Werke im Jahr 2000 bei Syracuse University Press ins Englische übersetzt. Rosenfarb schrieb für die jiddische Literaturzeitschrift Di goldene kejt, in den 1980er Jahren erschien dort eine Serie von Geschichten über Holocaustüberlebende in Kanada. 2004 machte Goldie Morgentaler daraus ein Buch.
Nach der Scheidung der Ehe mit Henry Morgentaler, der durch die Auseinandersetzung um die Legalisierung des Schwangerschaftsabbruchs in Kanada berühmt wurde, war sie bis zu deren Tod 1995 mit Simkha-Binem Wiener, einer Jugendfreundin aus Łódź, liiert und wohnte jeweils ein halbes Jahr bei ihr in Melbourne. Ab 2003 wohnte sie bei der Tochter Goldie in Lethbridge, Alberta. 2006 erhielt sie einen Ehrendoktor der University of Lethbridge.
Ihr literarischer Nachlass befindet sich in der Bibliothek der University of Toronto.

## Werke (Auswahl)
(Jiddische Titel in Yivo-Transkription)
- Di balade fun nekhtikn vald. London, 1947
- Dos lid fun yidishn kelner Abram.
- Geto un andere lider.
- Aroys fun gan-eydn.
- Der foigl fun geto. (Über Jitzchak Wittenberg. Aufführung der hebräischen Übersetzung 1966 im Habimah-Theater.)
- Der boim fun lebn. Roman. Tel Aviv : Menorah, 1972
  - The tree of life. Übersetzung Chava Rosenfarb und Goldie Morgentaler. Melbourne : Scribe, 1985 (Roman über das Ghetto Litzmannstadt)
- Bociany. 1982
- Briv tsu Abrashn. 1992
- Durch innere Kontinente : Ein Lesebuch. Übersetzung Sandra Israel-Niang. Erlangen : homunculus, 2023